# ディッケ・ベルタ

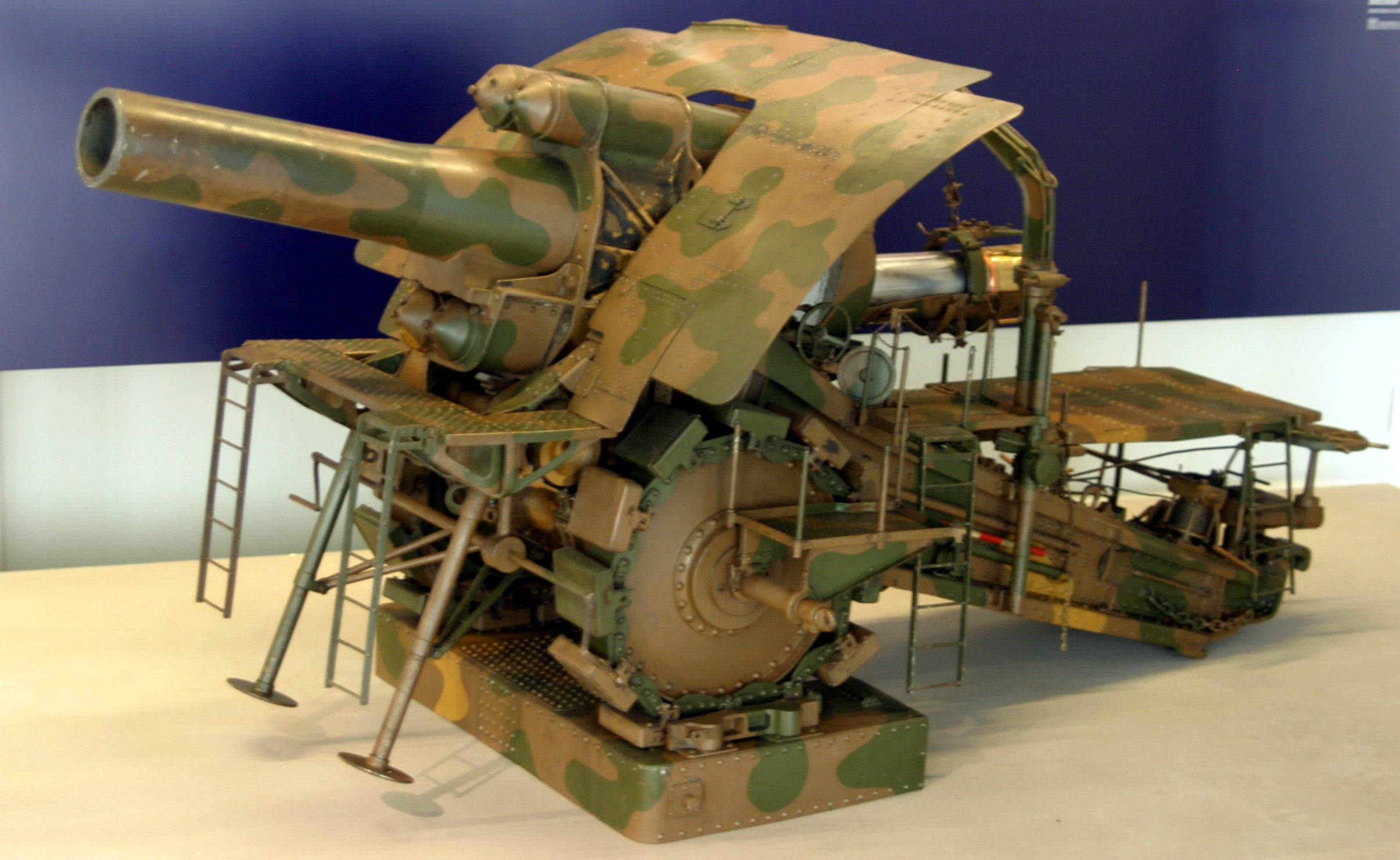
Model of the road-mobile "M-Gerät" version. The model can be seen at the Paris Army Museum

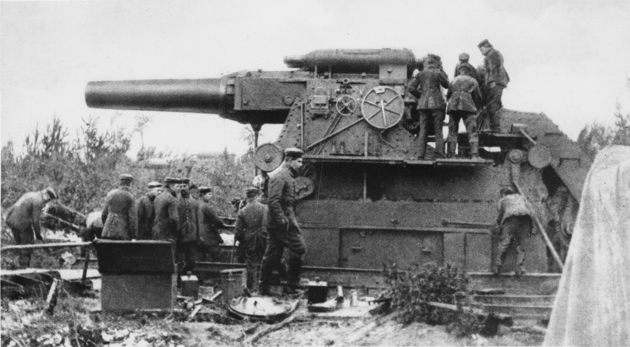
Gamma-Gerät - the railway-transported, concrete-emplaced predecessor to the Big Bertha

ディッケ・ベルタ（Dicke Bertha, 太っちょベルタ、大ベルタ）は、ドイツのクルップ社が設計・製造した、口径42cmの巨大榴弾砲である。第一次世界大戦においてドイツ帝国陸軍が使用した。ベルタとはクルップ社社長夫人ベルタ・クルップ・フォン・ボーレン・ウント・ハルバッハの名である。一般的には英米軍が呼んだ英語読みのビッグ・バーサの名で知られる（ビッグ・バーサは必ずしも42cm榴弾砲を指すわけではなく、ドイツの巨大砲一般に付けられたあだ名で、パリ砲もビッグ・バーサと呼ばれていた）。他にドイツ側のM-Gerät（ミーネンヴェルファー機材）の呼称も知られる。

## 概要
原構想は1890年代以前まで遡り、フランス国境方面の要塞攻略用として、鉄道による分解搬送と組立設置を想定した大型砲が試作されている。これとほぼ同様の運用を、日露戦争中旅順攻囲戦において日本陸軍が、もともと要塞砲(沿岸砲)であった28cm榴弾砲で行ったことに触発され、1904年に42cmガンマ榴弾砲の開発が始まる。これにさらに移動能力が求められ、ガンマ砲を車輪（砲車）つきで移動可能な野戦砲の砲架に換えたものが本砲である。砲車には接地圧を軽減する可動式の履板を備える。本砲は820kgの砲弾を仰角80°で15km飛ばすことができた。
完成・納入は1914年であり、大戦初期のリエージュの戦いにおける初陣でリエージュ市降伏後も抗戦を続けるリエージュ市周囲の保塁を破壊したほか、ヴェルダンの戦いなどに投入されている。そこでいくつかの堡塁を凄まじい威力の砲撃により破壊した。
本砲は築城物に対し絶大な破壊力を発揮したが、その巨大・重量ゆえ移動は容易でなかった。装甲も無かったため、位置が特定されると敵方の軽量な野砲により破壊されることが多く、ヴェルダンの戦いでも多くが壊されてしまった。巨大で高価なため補充の追加生産も容易ではなく、ドイツ軍は要塞攻略のための火力を欠くこととなった。
本砲の設計はカール自走臼砲に引き継がれているが、カールや80cm列車砲でも甚だしい重量増をもたらす装甲化はなされなかった。